# میلدرید هورن
میلدرید هورن (انگلیسی: Mildred Horn؛ ۴ ژانویه ۱۹۰۱ – ۷ ژوئن ۱۹۹۸) فیلم‌نامه‌نویس، متقد سینما اهل ایالات متحده آمریکا بود.
از فیلم‌هایی که وی در آن‌ها نقش داشته‌است، می‌توان به مامان و بابا اشاره نمود.